# Etimologia
L'etimologia és la ciència que estudia l'origen i l'evolució de les paraules: quan van entrar en la llengua, de quina font, i la manera en què la seva forma i significat han canviat, doncs el sentit actual en pot ser diferent de l'original (en contra de la fal·làcia etimològica).
En les llengües amb una tradició escrita abundant, l'etimologia fa servir la filologia, l'estudi de la manera en què les paraules canvien de cultura en cultura a través del temps. No obstant això, els etimòlegs també utilitzen els mètodes de la lingüística comparativa per a reconstruir la informació sobre les llengües que són molt antigues i de les quals no existeix cap informació directa (com l'escriptura) coneguda. En analitzar les llengües relacionades amb la tècnica coneguda com el mètode comparatiu, els lingüistes realitzen inferències sobre la llengua mare o antecessora i el seu vocabulari. Així, s'han trobat paraules arrel fins i tot de llengües antigues de la família de l'indoeuropeu. Malgrat que la recerca etimològica, originàriament, es va desenvolupar a partir de la tradició filològica, en l'actualitat la majoria de la recerca etimològica es realitza en famílies de llengües de les quals hi ha poca o gens de documentació.
La paraula etimologia prové del grec ἔτυμον (étymon, 'significat veritable', de etymos, 'veritable') i λόγος (lógos, 'paraula' o 'tractat'). El terme es va utilitzar per a referir-se originàriament a la recerca del significat suposadament "original" o "veritable" de les paraules, basat en principis que en l'actualitat són rebutjats pels lingüistes contemporanis i considerats no científics. El segle xix suposà la consolidació de l'etimologia, si bé l'interès per l'origen dels mots ja està present en els textos clàssics.

## Tipus de mots
Des del punt de vista diacrònic, l'origen dels mots dona lloc a tres grups:
- patrimonials: són les paraules que han evolucionat fonèticament i semàntica des dels orígens de l'idioma (en català, serien els mots que van evolucionar des del llatí fins a l'actualitat),
- manlleus: són paraules agafades d'altres llengües, que poden adaptar-se o no a la normativa i poden esdevenir patrimonials amb el pas del temps. Si una paraula és un manlleu d'una llengua morta o avantpassada de l'idioma en qüestió, s'anomena cultisme i, si barreja arrels de dues llengües diferents (per exemple, del llatí i el grec), cultisme híbrid,
- neologismes: creacions de noves paraules.

Des del punt de vista mecànic, l'origen dels mots dona lloc a:
- manlleus,
- formació dels mots per mitjà de la derivació o la composició lingüístiques,
- onomatopeia i fonosemàntica: la creació dels mots imitatius.

## Mètodes de l'etimologia
Els etimòlegs se serveixen d'un nombre de mètodes específics per a estudiar l'origen de les paraules, com ara:
- La recerca filològica: els canvis en la forma i el significat d'un mot poden ser traçats amb el suport de texts més antics, si existeixen.
- L'ús de dades dialectològiques. La forma o el significat d'un mot pot mostrar la variació entre els dialectes, la qual cosa pot proveir pistes sobre la història primera.
- El mètode comparatiu. Per mitjà de la comparació sistemàtica de les llengües relacionades, els etimòlegs poden detectar quins mots deriven d'una llengua comuna antecessora i quins altres són manlleus posteriors d'una altra llengua.
- L'estudi del canvi semàntic. Els etimòlegs sovint han de fer hipòtesis sobre els canvis en el significat de mots especials. Aquestes hipòtesis es proven amb el coneixement general dels canvis semàntics. Per exemple, la suposició d'un canvi en el significat es pot comprovar en mostrar que el mateix canvi va ocórrer en altres llengües també.

## Història de l'etimologia
L'etimologia neix a l'Índia, amb el Nirukta o interpretació dels textos sagrats. Hi destaca l'obra del gramàtic Pànini, que va fundar les bases de la disciplina al segle V aC. Els grecs van importar les preocupacions índies i van desenvolupar les categories gramaticals, i analitzaren l'origen de les paraules més importants. Marc Terenci Varró fou el romà més dedicat a qüestions etimològiques.
Durant l'edat mitjana, sovint es troben etimologies en les llistes de correcció de vocabulari, emprades en els monestirs per a tractar de mantenir el llatí sense corrupcions provinents de la llengua vulgar que parlaven els monjos. Isidor de Sevilla va escriure una obra sencera dedicada a l'etimologia des d'un punt de vista religiós.
Amb la Il·lustració, sorgeix l'afany de convertir la disciplina en una ciència, usant el comparatisme, com en les obres de János Sajnovics o William Jones (filòleg), que va establir les bases de l'indoeuropeu. El positivisme i l'estructuralisme van contribuir a l'expansió de l'etimologia i a l'estudi de la història de les llengües. Durant el segle xx, l'etimologia entrà a formar part d'estudis com la filosofia o l'antropologia, ja que sabent l'origen i sentit primigeni dels mots es pot entendre millor el seu ús social i conceptual.